# Ignacio Omaechevarría
Ignacio Omaechevarría Martitegui (también conocido como Aritzondo, Gisasola, Fray Peregrino, Padre Inazio) (Guernica, 29 de julio de 1909 - ?, 4 de junio de 1995) fue un franciscano, profesor, misionero, investigador y escritor español.
Publicó muchas biografías en las revistas Missionalia Hispanica y Misiones Franciscanas. Su obra principal es Euskera. Un poco de gramática y algo de morfología del verbo vasco (1959), Lagunarteko la misa (1956) y Cantar Errosarioa. Publicó textos sobre Francisco de Beráscola (Sangre vizcaína en los pantanos de la Florida), Pascual de Vitoria (A la sombra de Gengis-Khan,1960) y Teresalina de Zubiri (Una víctima perfecta, 1949); y  fue miembro correspondiente de Real Academia de la Lengua Vasca.